# Pleurobazydium
Pleurobazydium (łac. pleurobasidium, l.mn. pleurobasidia), czyli podstawka boczna – u grzybów podstawka powstająca na bocznej, poziomej strzępce. Tym różni się od typowych podstawek, które powstają na szczycie strzępek. Czasami podstawki wyrastają jak pleurobazydia na bocznej strzępce, która potem prostuje się. Są to tzw. podobazydia.
Pleurobazydia występują u niektórych rodzajów grzybów kortycjoidalnych i są ważną ich cechą charakterystyczną. Ich występowanie często skorelowane jest z brakiem subhymenium, tak jest np. w początkowym etapie rozwoju hymenium u rodzajów Athelia, Bondarzewia, Laetiporus, Albatrellus i Fistulina. W dalszym rozwoju podstawek następuje wytworzenie bardzo cienkiego subhymenium. Ale nie jest to regułą; bazydiokarpy bez subhymenium nie muszą mieć pleurobazydiów (u podstawy prostopadłej gałęzi może znajdować się przegroda).